# Ruth Buzzi

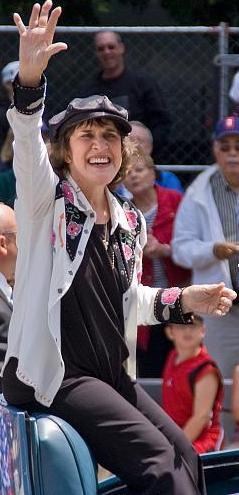
Ruth Buzzi, 2008

Ruth Ann Buzzi (* 24. Juli 1936 in Westerly, Rhode Island; † 1. Mai 2025 in Stephenville, Texas) war eine US-amerikanische Schauspielerin.

## Leben
Buzzi, Tochter eines Bildhauers, besuchte mt 17 Jahren das Pasadena Playhouse und verließ es später mit Auszeichnung. Die ersten Jahre auf der Bühne war sie mit dem Sänger Rudy Vallée unterwegs, bevor sie in einer Off-Broadway-Revue die Hauptrolle erhielt. Anschließend bildete sie mit Dom DeLuise ein Komik-Magier-Paar und trat neben den eigenen Shows in etlichen Fernsehsendungen auf. 1966 spielte sie wieder am Broadway, in Sweet Charity. Seit den 1970er Jahren war sie in zahlreichen Fernsehserien zu sehen und ihre Stimme für Zeichentrickserien und Werbespots zu hören. Etwa zwanzig Kinofilme boten ihr Gelegenheit zur Entfaltung ihres komödiantischen Talentes. Ihr Schaffen für Film und Fernsehen umfasst mehr rund 120 Produktionen. Zuletzt war sie 2021 in dem Film One Month Out zu sehen.

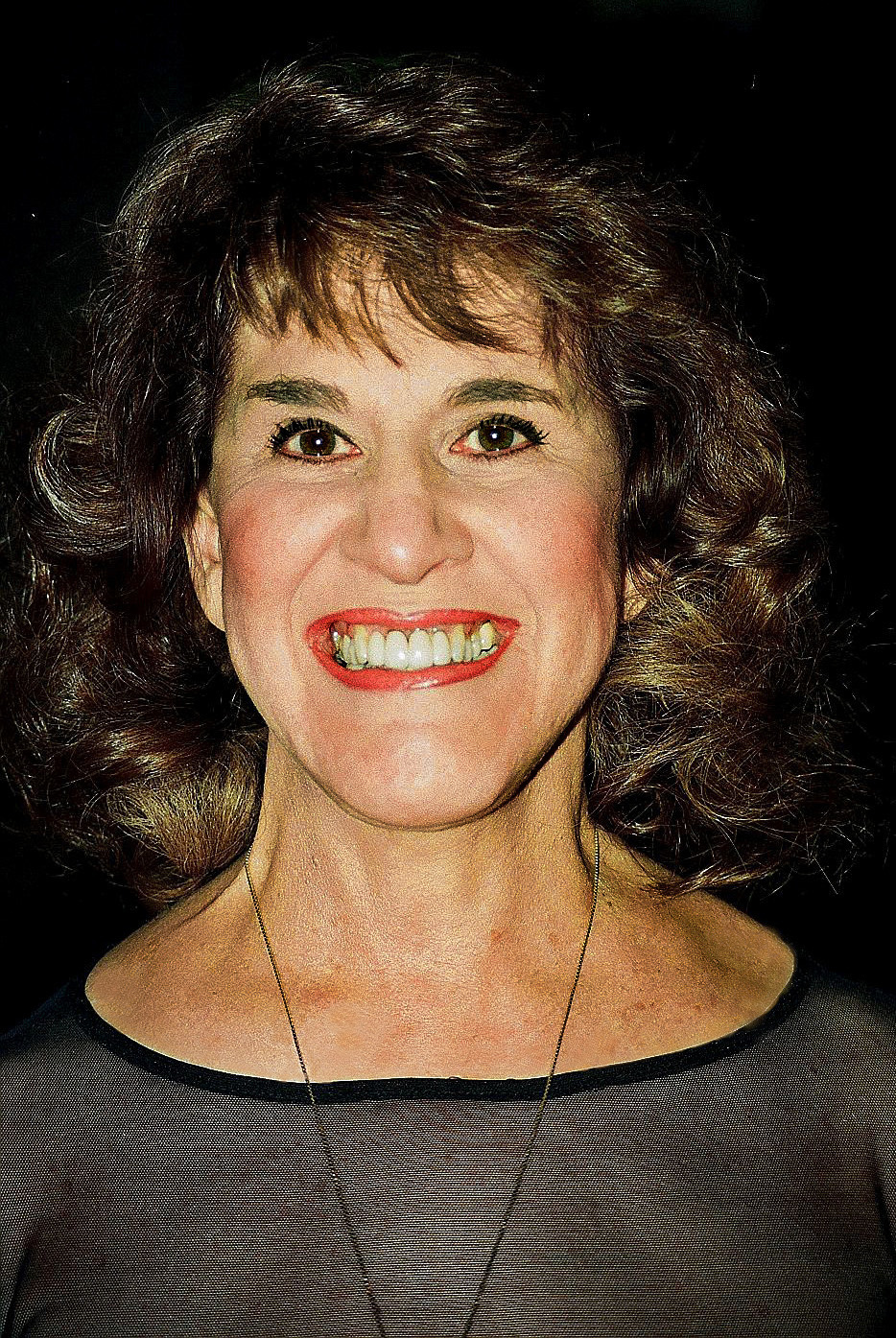
Ruth Buzzi, 1996

Ihre bekanntesten Auftritte geschahen in der Fernsehshow Rowan & Martin’s Laugh-In zwischen 1968 und 1973. In letzterem Jahr erhielt sie dafür auch einen Golden Globe.
Anfang Mai 2025 starb sie im Alter von 88 Jahren in Stephenville, Texas.

## Filmografie (Auswahl)
- 1969:	It’s Tough to Be a Bird (Stimme)
- 1970:	Aristocats (Stimme)
- 1976: Ein ganz verrückter Freitag (Freaky Friday)
- 1976: Die Muppet Show (The Muppet Show, Fernsehserie, eine Episode)
- 1977:	Bernard und Bianca – Die Mäusepolizei (The Rescuers, Stimme)
- 1979: Kaktus Jack (The Villain)
- 1981:	The Being
- 1992: Lucky Luke (Fernsehserie, eine Episode)
- 1993: Cro – Im Tal der Mammuts (Cro, Fernsehserie, 20 Episoden, Stimme)
- 1994: Die Troublemaker (Botte di Natale)
- 1998: Sabrina – Total Verhext! (Sabrina the Teenage Witch, Fernsehserie, eine Episode)
- 1998–2001: Eine himmlische Familie (7th Heaven, Fernsehserie, 2 Episoden)
- 1999: Diagnose: Mord (Diagnosis Murder, Fernsehserie, eine Episode)
- 1999:	Elmo im Grummelland (The Adventures of Elmo in Grouchland)
- 2000:	Nothing but the Truth
- 2000: Rocket Power (Fernsehserie, eine Episode, Stimme)
- 2000: 100 gute Hundetaten (100 Deeds for Eddie McDowd, Fernsehserie, eine Episode)
- 2000: Die Biber Brüder (The Angry Beavers, Fernsehserie, eine Episode, Stimme)
- 2004:	Adventures in Homeschooling
- 2006:	Gefallene Engel (Fallen Angels)
- 2020:	Glenn's Gotta Go!
- 2021:	One Month Out